# Rohnau (Adelsgeschlecht)

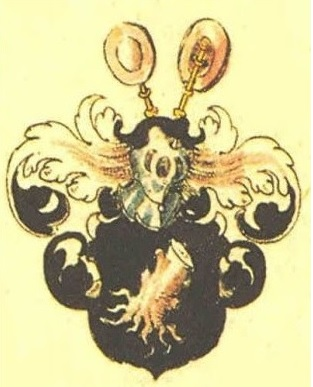
Wappen derer von Rohnau

Ro(h)nau war der Name eines schlesischen Uradelsgeschlechts, welches im 17. Jahrhundert im Mannesstamm erloschen ist. Die Familie ist zu unterscheiden von dem böhmischen Adelsgeschlecht Ronow und Biberstein. 

## Geschichte
Die Herkunft der Rohnau liegt im Dunkeln. Sinapius rechnete die hochadelige Familie zu der alten schlesischen Ritterschaft. Zedler und Kneschke nennen als Stammsitz Rohnau im Schweidnitzischen, sowie der Neue Siebmacher eindeutiger Rohnau im Riesengebirge im Kreis Landeshut. Erstmals erwähnt wurde das Geschlecht am 28. Oktober 1255 mit "Heinricus advocatus dictus de Ronowe" bei Herzog Boleslaus. Des Weiteren sind urkundlich belegt 1294 Titzke von Ronau bei Herzog Heinrich III. von Breslau, 1321 Thymo von Ronau bei Herzog Bernhard von Schweidnitz, 1344/51 Hartmann von Rohnau bei Herzog Bolko II. von Schweidnitz, 1378 Günther und 1386 Thomas bei Herzogin Agnes von Schweidnitz, Leonhard von Rohnau welcher 1580 das Schloss Guhlau in Guhlau bei Nimptsch errichtete, 1626 Georg von Rohnau auf Guhlau sowie Hans von Rohnau auf Teichenau. In den geistlichen Stand trat Thomas von Rohnau, 1403 Abt des Klosters Grüssau. Nach dem Aussterben erscheint als Besitznachfolger des Schlosses Guhlau 1668 Johann Friedrich Casimir von Hentschel. 

## Besitzungen (Auswahl)
- Girlachsdorf
- Guhlau
- Rohnau
- Rohnstock
- Teichenau

## Wappen
„In Schwarz ein schräglinks liegender, oben abgehauener, silberner Stamm, an jeder Seite zweimal geastet und mit ausgerissenen Wurzeln.“